# Chrysops dixianus
Chrysops dixianus là một loài ruồi bay thuộc họ Tabanidae.